# Dragspelstävling
Dragspelstävling var under den tidigare delen av 1900-talet en vanlig form av underhållning. Flera kända dragspelare deltog genom åren, nämnas kan Carl Jularbo, som segrade 158 gånger och sannolikt är den mest meriterade på detta område. Tävlingarna sändes ibland i radio.
Deltagarna spelade melodier med dragspel ur den egna repertoaren, ibland virtuosa stycken av Pietro Frosini  eller Pietro Deiro, bedömda av en sakkunning jury.
Svenska liksom Nordiska mästerskap anordnades och det arrangerades landskamper, där Sveriges vanligaste motståndare var Norge och Finland.